# Busto di Ankhhaf
Il Busto del principe Ankhhaf è un'antica scultura egizia in calcare stuccato e dipinto, risalente all'Antico Regno. È considerato opera di un maestro dell'arte egizia ed è esposto al Museum of Fine Arts di Boston, con il numero d'inventario 27.442.

## Descrizione

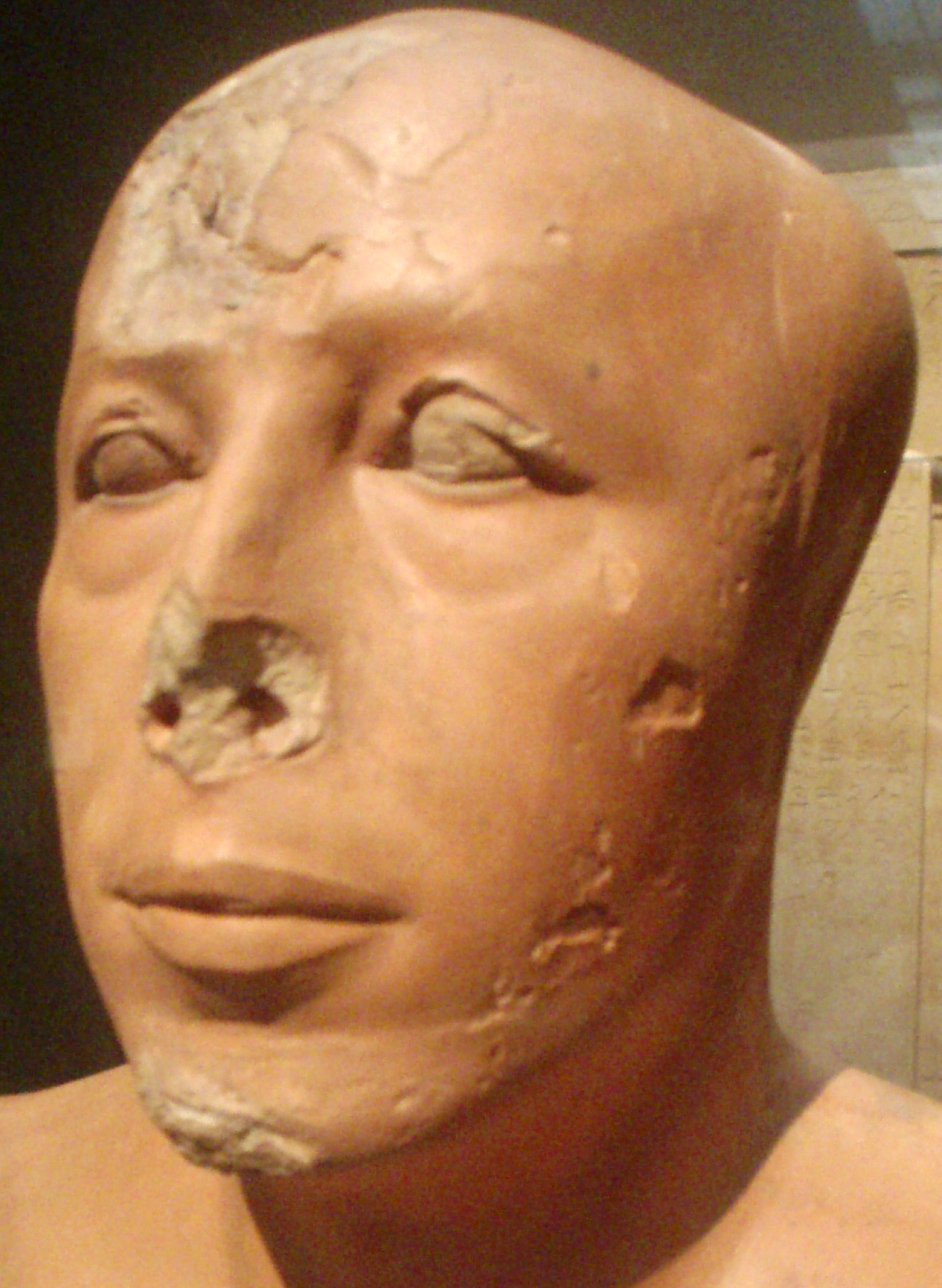
Dettaglio del volto.

Il busto, probabilmente realizzato durante il regno di Chefren (ca. 2558 a.C. - 2532 a.C.), raffigura un uomo in età matura, calvo. Si tratta del più antico ritratto propriamente detto dell'arte egizia (anche se non è possibile provare inconfutabilmente che ritraga il principe), nonché di uno dei più raffinati, con un grado di individualizzazione notevole; non si conoscono esempi anteriori di ritratti non idealizzati a tal punto. Le sculture riproducenti il reale aspetto degli individui, anziché una fisionomia altamente idealizzata, sono rare nella antica statuaria egizia - sia nelle epoche precedenti che in quelle successive alla realizzazione di questo busto. L'anima in pietra calcarea è coperto di vari strati di stucco, a sua volta dipinto di colore rosso-ocra, che nelle statue e nei rilievi contraddistingue le figure maschili (le donne erano, invece, contraddistinte dal colore giallo). Il volto ha un'espressione severa e tranquilla, piuttosto distaccata e impersonale, anche se la bocca sembra sul punto di abbozzare un lieve sorriso. La palpebre sembrano leggermente appesantite, mentre gli occhi erano originariamente dipinti di bianco, con pupille marroni. La barba, le orecchie e la punta del naso sono mancanti.

## Sito della scoperta
Il busto fu scoperto nella tomba del principe Ankhhaf, figlio del faraone Snefru e fratello (o fratellastro) di Cheope, la mastaba G 7510 nella necropoli di Giza, piuttosto danneggiata. Le braccia del busto potrebbe essere state realizzate sui braccioli di un seggio oggi perduto. Sembra evidente che fu al centro di un culto funerario siccome, cadendo dal luogo in cui si trovava, infranse alcuni vasetti di ceramica del tipo utilizzato per le offerte ai defunti (così fu rinvenuta).

## Scoperta e vicende successive
La tomba del principe Ankhhaf, con il suo busto, fu portata alla luce nel 1925 da una spedizione congiunta del Museum of Fine Arts di Boston e dalla Università di Harvard; secondo la prassi dell'epoca, un oggetto di simile valore artistico e storico sarebbe stato collocato nel Museo egizio del Cairo. D'altronde, in quel caso, il busto fu donato nel giugno 1927 come ringraziamento per il lavoro svolto e per la scoperta della tomba straordinariamente intatta della regina Hetepheres I, zia di Ankhhaf. Recentemente, Zahi Hawass, capo del Supremo Concilio delle Antichità egiziano, ha chiesto il rimpatrio del busto, da lui incluso in una lista di 5 reperti fondamentali per l'identità egiziana, fra cui il busto di Nefertiti (nell'Ägyptisches Museum und Papyrussammlung di Berlino), la statua di Hemiunu, architetto della Grande Piramide (Roemer und Pelizaeus Museum di Hildesheim) e il rilievo dello Zodiaco del Tempio di Dendera (al Museo del Louvre).

## Galleria d'immagini

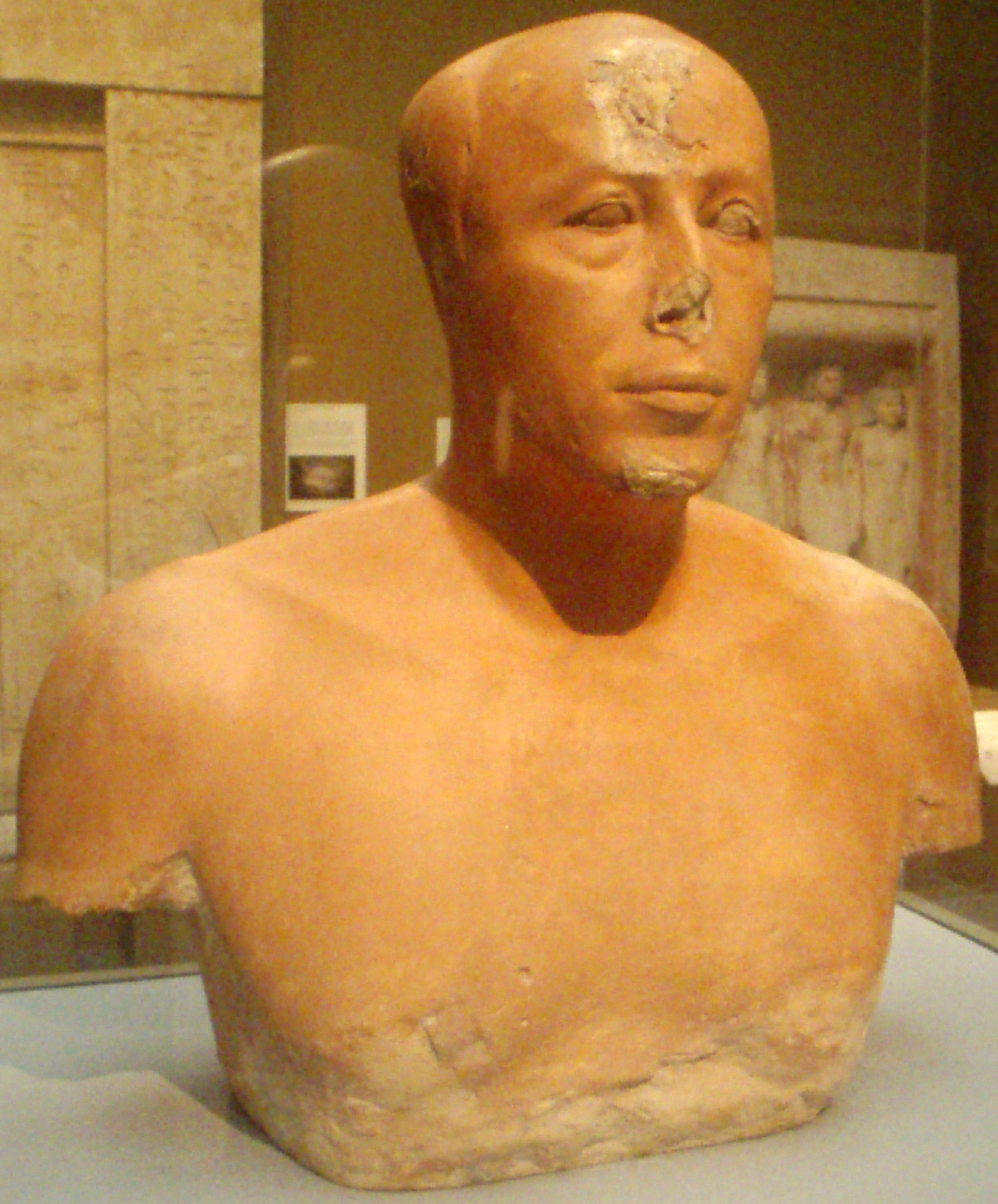
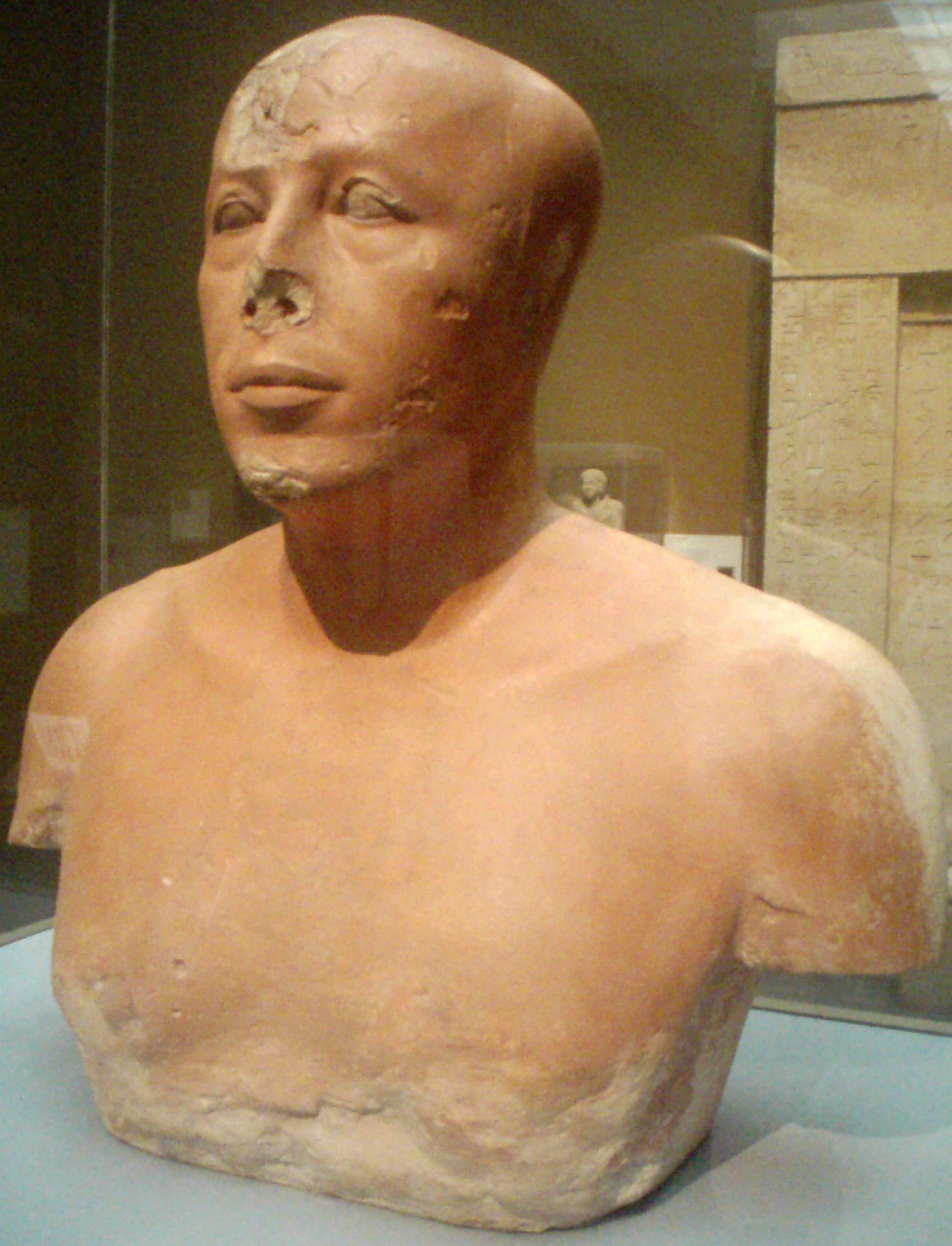